# 斯科特·博伊德
斯科特·博伊德（英語：Scott Boyd；1986年6月4日—）是一位蘇格蘭足球運動員。在場上的位置是後衛。他現在效力於蘇格蘭足球甲級聯賽球隊羅斯郡足球俱樂部。他是在2007年9月租借至羅斯郡的。

## 外部連結
- 足球数据库：斯科特·博伊德的球员统计数据
- 足球数据库：斯科特·博伊德的球员统计数据 (2007–08 stats)